# Куала-Тренґану
Куала-Теренггану — найбільше місто, а також королівська столиця штату Тренгану. Куала-Теренггану було удостоєне статусу міста 1 січня 2008 року. Розташоване на східному узбережжі півострова Малакка, приблизно за 500 кілометрів на північний схід від Куала-Лумпура на мисі, оточеному з трьох сторін Південно-Китайським морем. Назва міста означає «гавань Теренггану», або ж «гирло річки Теренггану», оскільки в цьому місці впадає в океан річка Теренггану. Жителі міста розмовляють теренгганійським діалектом малайської мови.

## Клімат
Місто знаходиться у зоні, котра характеризується вологим тропічним кліматом. Найтепліший місяць — травень із середньою температурою 27.8 °C (82 °F). Найхолодніший місяць — січень, із середньою температурою 25 °С (77 °F).
| Клімат Куала-Теренггану | Клімат Куала-Теренггану | Клімат Куала-Теренггану | Клімат Куала-Теренггану | Клімат Куала-Теренггану | Клімат Куала-Теренггану | Клімат Куала-Теренггану | Клімат Куала-Теренггану | Клімат Куала-Теренггану | Клімат Куала-Теренггану | Клімат Куала-Теренггану | Клімат Куала-Теренггану | Клімат Куала-Теренггану | Клімат Куала-Теренггану |
| Показник                | Січ.                    | Лют.                    | Бер.                    | Квіт.                   | Трав.                   | Черв.                   | Лип.                    | Серп.                   | Вер.                    | Жовт.                   | Лист.                   | Груд.                   | Рік                     |
| Абсолютний максимум, °C | 31                      | 32                      | 32                      | 33                      | 33                      | 34                      | 33                      | 33                      | 32                      | 33                      | 32                      | 31                      | 34                      |
| Середній максимум, °C   | 27                      | 28                      | 30                      | 31                      | 32                      | 31                      | 31                      | 31                      | 31                      | 30                      | 28                      | 27                      | 30                      |
| Середня температура, °C | 24                      | 25                      | 26                      | 27                      | 27                      | 26                      | 26                      | 26                      | 26                      | 26                      | 25                      | 24                      | 26                      |
| Середній мінімум, °C    | 22                      | 22                      | 22                      | 23                      | 23                      | 22                      | 22                      | 22                      | 22                      | 22                      | 22                      | 22                      | 22                      |
| Абсолютний мінімум, °C  | 20                      | 18                      | 20                      | 21                      | 21                      | 21                      | 20                      | 20                      | 21                      | 21                      | 20                      | 19                      | 18                      |
| Норма опадів, мм        | 140                     | 110                     | 120                     | 60                      | 90                      | 90                      | 150                     | 110                     | 160                     | 220                     | 610                     | 640                     | 2550                    |
| Днів з дощем            | 7                       | 6                       | 5                       | 4                       | 5                       | 8                       | 10                      | 9                       | 9                       | 11                      | 18                      | 18                      | 92                      |
| Вологість повітря, %    | 84                      | 84                      | 82                      | 81                      | 80                      | 80                      | 80                      | 81                      | 81                      | 85                      | 87                      | 86                      | 83                      |
| ----------------------- | ----------------------- | ----------------------- | ----------------------- | ----------------------- | ----------------------- | ----------------------- | ----------------------- | ----------------------- | ----------------------- | ----------------------- | ----------------------- | ----------------------- | ----------------------- |
| Джерело: Weatherbase    |                         |                         |                         |                         |                         |                         |                         |                         |                         |                         |                         |                         |                         |

## Історія

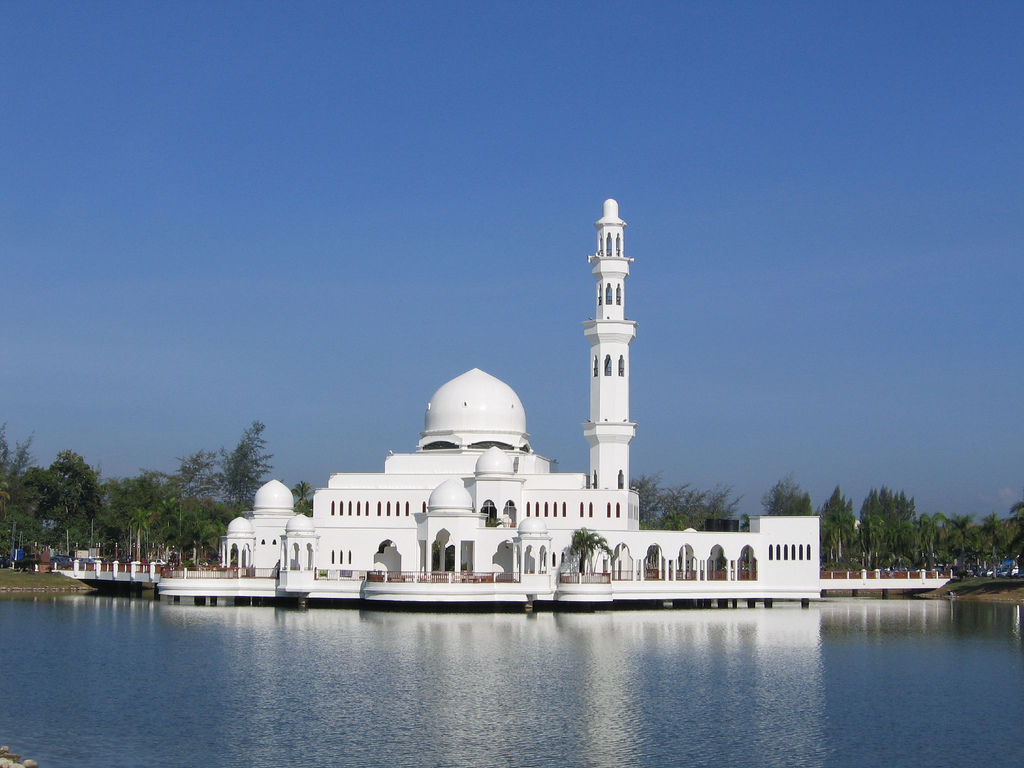
Плаваюча мечеть Tengku Tengah Zaharah

Династія китайських торговців, що торгували між Китаєм і півостровом Малакка, заснували місто ще в XV столітті. Незабаром після заснування Куала-Теренггану перетворюється у важливий торговий пункт між цими двома країнами. Проте, після завоювання міста Малакським султанатом його роль як головного порту південно-східної Азії помітно зменшується, більшість торговців воліють зупинятися в місті Малакка — центрі торгівлі між Китаєм, Індією і Південно-Східною Азією.
Найстаріші вулиці міста було названо Kampung Cina («Чайнатаун»); будівлям, які побудовані тут, вже сотні років. Однак ця найстаріша частина міста опинилася під загрозою знесення і була включена Всесвітнім фондом пам'яток (World Monuments Fund) в список 1998 World Monuments Watch. Знаходження об'єкту в списку було підтверджено в 2000 і 2002 рр.

## Економіка
Основна господарська діяльність включає оптову і роздрібну торгівлю продуктами харчування, тканинами і одягом, рибальство, сільське господарство, сферу послуг і туризм, зокрема, як відправна точка для прилеглих Перхентіанських островів.

## Цікаві місця
Серед цікавих місць міста варто відзначити Чайнатаун, центральний ринок Pasar Payang, палац султана, державний музей та ін. Увагу до міста також привертають міжнародні події у світі вітрильного спорту, що проходять тут.
| Чайнатаун в Клангу | Кришталева мечеть | Вид з острова Ван Мен |